# Sultan Moulay Ismaïl (614)
Le Sultan Moulay Ismaïl (614) (arabe : السلطان مولاي اسماعيل) est une frégate SIGMA 9813 en service dans la marine royale marocaine.
Le navire, entré en service en 2012, est la seconde unité multimissions SIGMA commandées par le Maroc au chantier néerlandais Damen Schelde Naval Shipbuilding.

## Historique
La marine royale marocaine signe un contrat avec Damen le 6 février 2008 pour trois frégates SIGMA, également appelées « frégates multi-missions marocaines », dont la valeur du contrat est estimée à 1,2 milliard de dollars. La quille de la seconde frégate, de conception SIGMA 9813, est posée en mars 2009 au chantier naval Damen Vlissingen-East à Flessingue, aux Pays-Bas. Le navire est lancé le 2 février 2011, puis remorqué jusqu'au chantier naval Damen de Vlissingen-City pour y être aménagé. Le navire achève ses essais en mer en décembre 2011.
Le Sultan Moulay Ismaïl est transféré dans la marine royale marocaine et mis en service le 10 mars 2012. Au cours des trois semaines suivantes, l'équipage du navire suit une formation sur la sécurité à Den Helder et en mer du Nord, avec l'aide du personnel de la marine royale néerlandaise. À l'issue de la formation en avril 2012, la frégate entame son voyage inaugural vers le Maroc.
En visite dans le port d'Agadir, le croiseur lance-missiles américain USS Vella Gulf s'est livré en janvier 2018 à une simulation de combat avec le Sultan Moulay Ismaïl.
Le 1er février 2022, le Sultan Moulay Ismail appareille de Toulon, avec le porte-avions Charles de Gaulle, où il est déployé dans le cadre de la mission « Clemenceau 22 », une série d'exercices de défense aérienne, impliquant les aéronefs du groupe aérien embarqué, et des exercices de tirs. Jusqu’au 3 février, le navire est intégré au groupe aéronaval français.
La frégate participe à l'opération Sea Guardian en janvier 2024.